# Franz Bopp
Franz Bopp (født 14. september 1791 i Mainz, død 23. oktober 1867 i Berlin) var en tysk sprogforsker. Han anses som grundlæggeren af den sammenlignelige indoeuropæiske sprogvidenskab.
Bopp udviklede en interesse for orientalske studier da han gik i gymnasiet i Aschaffenburg. I 1812 rejste han til Paris, hvor han påbegyndte et samarbejde med Antoine-Léonard de Chézy, Silvestre de Sacy og August Wilhelm Schlegel. Han studerede bog- og manuskriptsamlinger og lagde grunden for sin banebrydende afhandling Über das Konjugationssystem der Sanskritsprache in Vergleichung mit jenem der griechischen, lateinischen, persischen und germanischen Sprache ("Om konjugationssystemet i sanskrit, sammenlignet med det græske, det latinske, det persiske og det germanske"), som udkom i 1816. Denne afhandling markerer begyndelsen til den indoeuropæiske sprogforskning som videnskab. Efter en rejse til London, hvor han mødte Wilhelm von Humboldt, blev Bopp i 1821 professor ved Berlins Universitet. Han samlede sine arbejder i værket Vergleichende Grammatikk des Sanskrit, Zend, Griechischen, Lateinischen, Litauischen, Gotischen und Deutschen.